# Franco Santo
Francesco Santo, detto Franco (Catanzaro, 17 febbraio 1940 – Rende, 17 gennaio 2013), è stato un politico italiano.

## Biografia
Nato a Catanzaro nel 1940, ha militato politicamente nelle file della Democrazia Cristiana, partito del quale fu anche segretario provinciale, ricoprendo a partire dal 1980 la carica di consigliere comunale del capoluogo.
Ricoprì per quattro volte la carica di assessore: nelle tre giunte presiedute da Antonio Rugiero dal 1980 al 1982, con incarico alla pubblica istruzione (ottobre 1980-gennaio 1981) e ai beni culturali (luglio 1981-novembre 1982); e nella giunta di Pino Gentile dal novembre 1982 al settembre 1985 con delega al bilancio e alla programmazione. Dal luglio 1986 al maggio 1989 fu sindaco di Cosenza.
Morì a Rende il 17 gennaio 2013 dopo una lunga malattia.